# Habitatge al carrer Únic, 33 (Eroles)
L'Habitatge al carrer Únic, 33 és un edifici de Tremp (Pallars Jussà) protegi tcom a Bé Cultural d'Interès Local.

## Descripció
Es tracta d'una casa construïda a dos vents, amb tres nivells d'alçat (planta baixa i dos pisos) i coberta a doble vessant. La distribució actual de les obertures és molt irregular i aquestes han estat molt transformades mitjançant cegats totals o parcials. S'intueix, no obstant, un projecte original, amb una composició simètrica a base d'obertures regulars, definides per arcs de pedra rebaixat.